# Władimir Wasiljew (tancerz)
Władimir Wiktorowicz Wasiljew  (ros. Владимир Викторович Васильев; ur. 18 kwietnia 1940 w Moskwie) – radziecki i rosyjski tancerz baletowy oraz choreograf Teatru Wielkiego w Moskwie. Baletmistrz, aktor i pedagog.

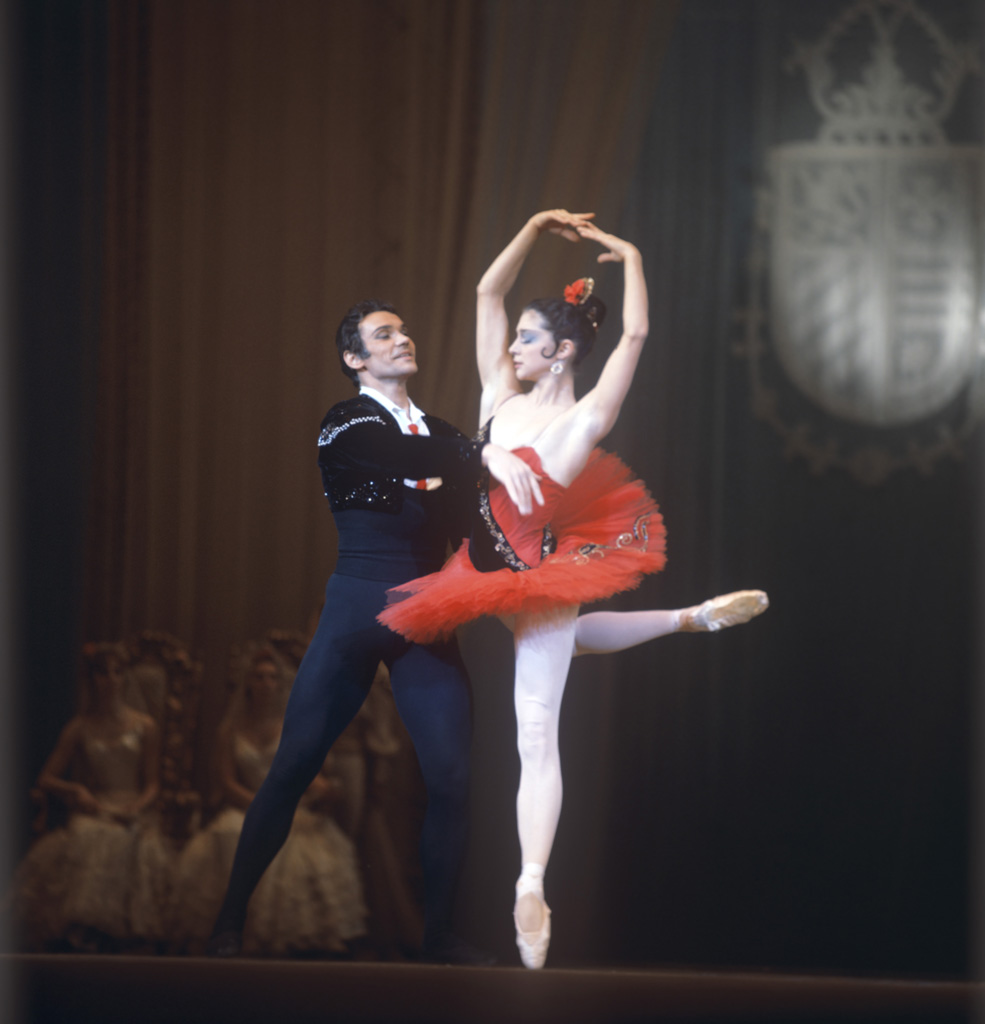
Władimir Wasiljew (Basilio) i Jekatierina Maksimowa (Kitri) w balecie Don Kichot

Ukończył moskiewską szkołę choreograficzną i w 1958 został członkiem grupy baletowej Teatru Bolszoj. Główne partie w baletach Jurija Grigorowicza (Spartakus Arama Chaczaturiana, Iwan Groźny Siergieja Prokofjewa). Twórca baletów m.in. Ikar muzyka Siergieja Słonimskiego (1971), Makbet muzyka Kiriłła Mołczanowa (1980).

## Odznaczenia i nagrody
- Order Za Zasługi dla Ojczyzny IV klasy (2000)
- Order Lenina (1976)
- Order Czerwonego Sztandaru Pracy (1986)
- Order Przyjaźni Narodów (1981)
- Nagroda Państwowa Federacji Rosyjskiej
- Order Świętego Konstantyna Wielkiego (1998)
- Order św. Daniela Moskiewskiego (1999)
- Order Rio Branco (2004)[2]

I medale.